# 110-й отдельный моторизованный инженерный батальон
110-й отдельный моторизованный инженерный батальон  — воинское подразделение Вооружённых Сил СССР во время Великой Отечественной войны.

## История
Сформирован на Северо-Западном фронте 10 июля 1941 года путём переформирования 233-го отдельного сапёрного батальона.
В составе действующей армии с 10 июля 1941 по 1 апреля 1943 года.
Очевидно, что в августе-сентябре 1941 года отступал от Ловати, по направлению к Демянску и восточнее, так на 22 сентября 1941 года находится в Демянском районе у деревни Городилово.
С начала 1942 года придан 3-й ударной армии и в её составе участвовал в Торопецко-Холмской операции, действует в районе города Холма до апреля 1942 года, по некоторым сведениям вёл активную диверсионную работу в тылу врага.
На август 1942 года находится в Ржевском районе, на ноябрь 1942 года - в Смоленской области (Пречистенский район)
С осени 1941 года дислоцируется в районе Белого
1 апреля 1943 года приказом Наркомата обороны № 147 переформирован в 4-й гвардейский отдельный моторизованный инженерный батальон 5-й гвардейской моторизованной инженерно-сапёрной бригады.

## Полное наименование
- 110-й отдельный моторизованный инженерный батальон

## Подчинение
| Подчинение по месяцам | Подчинение по месяцам | Подчинение по месяцам | Подчинение по месяцам | Подчинение по месяцам |
| Дата                  | Фронт (округ)         | Армия                 | Корпус (группа)       | Примечания            |
| --------------------- | --------------------- | --------------------- | --------------------- | --------------------- |
| 1 августа 1941 года   | Северо-Западный фронт | -                     | -                     | -                     |
| 1 сентября 1941 года  | Северо-Западный фронт | -                     | -                     | -                     |
| 1 октября 1941 года   | Северо-Западный фронт | 27-я армия            | -                     | -                     |
| 1 ноября 1941 года    | Северо-Западный фронт | -                     | -                     | -                     |
| 1 декабря 1941 года   | Северо-Западный фронт | -                     | -                     | -                     |
| 1 января 1942 года    | Северо-Западный фронт | 3-я ударная армия     | -                     | —                     |
| 1 февраля 1942 года   | Калининский фронт     | 3-я ударная армия     | -                     | —                     |
| 1 марта 1942 года     | Калининский фронт     | 3-я ударная армия     | -                     | —                     |
| 1 апреля 1942 года    | Калининский фронт     | -                     | -                     | —                     |
| 1 мая 1942 года       | Калининский фронт     | -                     | -                     | —                     |
| 1 июня 1942 года      | Калининский фронт     | -                     | -                     | —                     |
| 1 июля 1942 года      | Калининский фронт     | -                     | -                     | —                     |
| 1 августа 1942 года   | Калининский фронт     | -                     | -                     | —                     |
| 1 сентября 1942 года  | Калининский фронт     | -                     | -                     | —                     |
| 1 октября 1942 года   | Калининский фронт     | -                     | -                     | —                     |
| 1 ноября 1942 года    | Калининский фронт     | 41-я армия            | -                     | —                     |
| 1 декабря 1942 года   | Калининский фронт     | 41-я армия            | -                     | —                     |
| 1 января 1943 года    | Калининский фронт     | 41-я армия            | -                     | —                     |
| 1 февраля 1943 года   | Калининский фронт     | 41-я армия            | -                     | —                     |
| 1 марта 1943 года     | Калининский фронт     | -                     | -                     | —                     |
| 1 апреля 1943 года    | Калининский фронт     | -                     | -                     | —                     |

## Командиры
- капитан Харламов

## Другие инженерно-сапёрные подразделения с тем же номером
- 110-й отдельный сапёрный батальон 74-й стрелковой дивизии 1-го формирования
- 110-й отдельный сапёрный батальон 74-й стрелковой дивизии 2-го формирования
- 110-й гвардейский отдельный сапёрный батальон
- 110-й отдельный моторизованный штурмовой инженерно-сапёрный батальон
- 110-й отдельный инженерно-минный батальон